# Dołneni
Dołneni (mac.  Долнени) – wieś w Macedonii Północnej; 375 mieszkańców (2002). Ośrodek administracyjny gminy Dołneni.